# حزام أمان

حزام الأمان

حزام الأمان أو حزام السلامة هو جهاز سلامة للمركبة مصمم لحماية الرّاكب من الأذى عند التصادم أو التوقف المفاجئ. تهدف أحزمة الأمان إلى تقليل الإصابات بإيقاف مرتديه من الاصطدام في الأجزاء القاسية من المركبة ويمنع الراكب من أن يُقذف خارج المركبة.
أحزمة الأمان هي أحد تطبيقات القانون الأول لنيوتن (الجسم الساكن يبقى ساكنا والجسم المتحرك يستمر في حركته بسرعة منتظمة في خط مستقيم ما لم تؤثر عليه قوة خارجية تجبره على تغيير ذلك) فالجسم قاصر بذاته على تغيير حالته، وهذا ما يفسر ظاهرة (القصور الذاتي)للأجسام المتحركة، فمثلا عندما تتحرك سيارة وعليها أمتعة غير مثبتة بسرعة منتظمة تكون السيارة والأمتعة في حالة حركة، وعندما تتوقف السيارة فجأة فإن حالة السيارة تتحول من الحركة للسكون بينما تظل الأمتعة غير المثبتة في حالة حركة تبعا لخاصية القصور الذاتي أي أنه لا توجد قوة تغير من حالة حركة الأمتعة بعدما أثرت قوة المكابح (الاحتكاك) على السيارة فغيرت من حالتها، فتسقط الأمتعة، ومن هنا جاءت فكرة عمل أحزمة الأمان.ان سبب اندفاع الراكب إلى الامام أو الخلف يرجع بسبب القصور الذاتي وتعريف القصور الذاتي: ممانعه الجسم من احداث تغير في حالته الحركيه من الحركة إلى السكون والعكس.

## أنواع أحزمة الأمان

### الحزام ذو النقطتين
الحزام ذو النقطتين هو حزام يثبت في جسم المركبات عند طرفي النهاية للحزام.

#### حزام الخصر

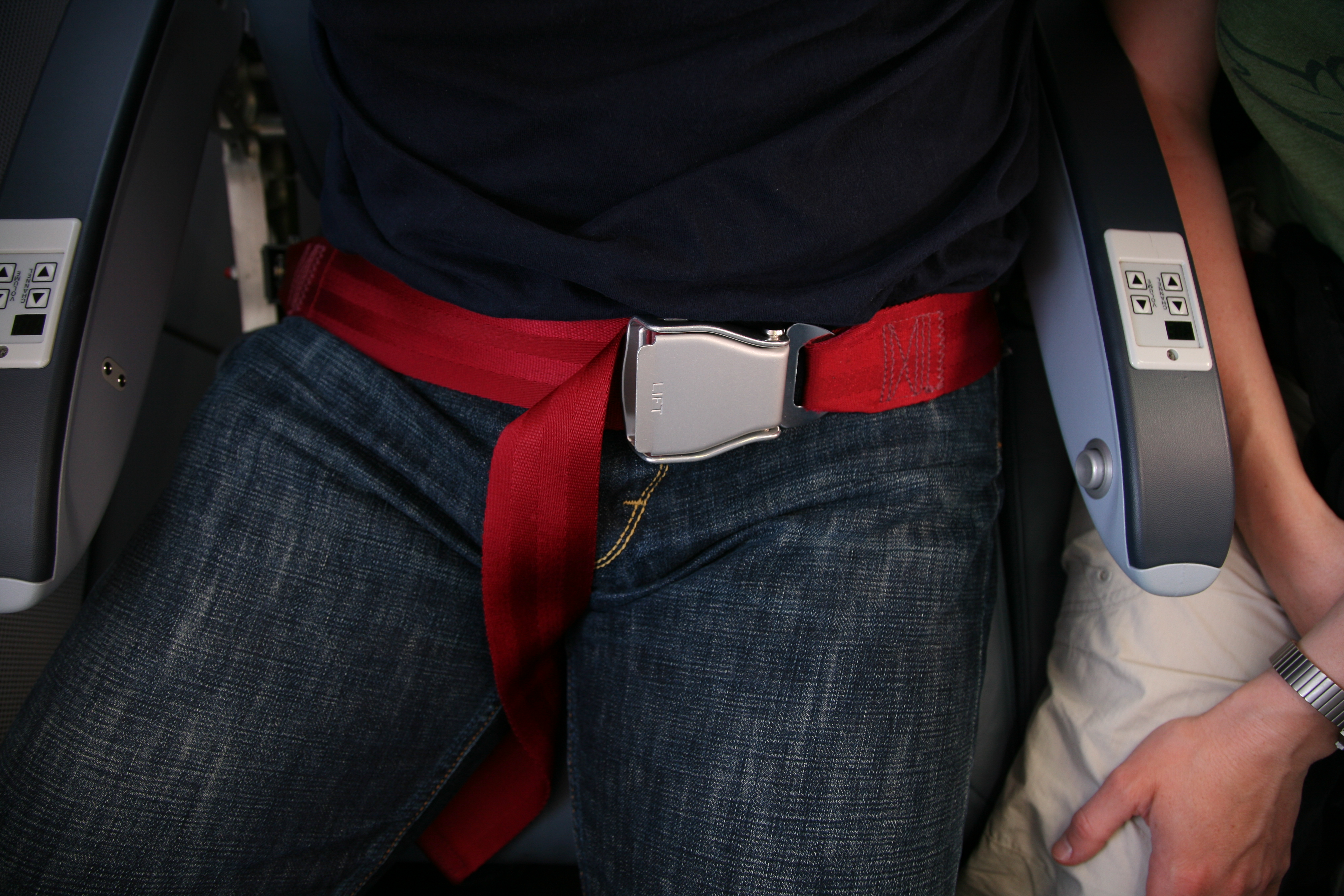
حزام أمان ذو نقطتين يستخدم في الطائرات

حزام الخصر (بالإنجليزية: Lap Belt) هو حزام قابل للتعديل يربط حول الخصر، كان أكثر الأنواع شيوعاً في السيارات القديمة قبل صدور قوانين تلزم صناع السيارات بتركيب أحزمة ثلاثية النقاط. بعض الحافلات تكون مجهزة بهذا النوع من الأحزمة كما تستعمل أيضاً في مقاعد الطائرات.
حتى عام 1980، كان الحزام الثلاثي النقاط شائع الاستخدام فقط في المقاعد الخارجية الأمامية للسيارات وكانت المقاعد الخلفية تزود بأحزمة للخصر فقط. ولكن بظهور دلائل على أن أحزمة الخصر يمكن أن تسبب انفصال للفقرات القطنية وفي بعض الأحيان ترتبط بالشلل، أو «متلازمة حزام الأمان»، قامت أغلب البلدان المتقدمة بمراجعة تدريجية لقوانين سلامة الركاب لكي تشترط القوانين علي تركيب أحزمة ثلاثية النقاط لجميع المقاعد الخارجية في سيارات الركاب في بداية الأمر، ثم في جميع مواقع الجلوس في نهاية المطاف.
منذ 1 سبتمبر 2007، جميع السيارات الجديدة التي تباع في الولايات المتحدة تتطلب حزام للخصر والكتف في المقعد الخلفي الأوسط. لقد أدت «متلازمة حزام الأمان»، بالإضافة إلي التعديلات التشريعية، إلي إلقاء مسؤولية هائلة علي عاتق صانعي السيارات. فمثلاً أسفرت قضية واحدة فقط في لوس انجيلوس عن حكم قضائي بتعويض قدره 45 مليون دولار ضد شركة فورد للسيارات، ونتج عن ذلك تقدير للتعويض في محكمة الاستئناف بقيمة 30 مليون دولار في عام 2006 (بعد خصم استقطاعات من مدعي عليه آخر كان قد رضي بالتسوية قبل المحاكمة).

#### حزام الكتف «الوشاح»
«الوشاح» (بالإنجليزية: Sash Belt) أو «حزام الكتف» هو عبارة عن حزام يشد قطرياً على جسم الراكب أو الراكبة من ناحية الكتف المواجه للخارج ويشبك في داخل السيارة عند الحجر. حزام الكتف قد يتصل باللسان الخاص بحزام الحجر، أو قد يصنع له لسان ومشبك منفصلين تماما عن التركيبات الخاصة بحزام الحجر. لقد بدأ تركيب تلك الأحزمة المنفصلة أو شبه المنفصلة بكثرة، جنبا إلى جنب مع أحزمة الخصر، في المقاعد الخارجية الامامية للسيارات في الاسواق الأمريكية مع ظهور اشتراطات استخدام حزام الأمان في المواصفات الفيدرالية القياسية لسلامة السيارات 208 الصادرة عن الإدارة القومية الأمريكية لسلامة المرور على الطرق السريعة في 1 يناير 1968.
إذا تم استخدام حزام الكتف دون حزام الخصر من المرجح أن الراكب سوف «يغوص»، أو ينزلق إلى الأمام في المقعد ويخرج من تحت الحزام، وذلك في حالة حدوث التصادم من الأمام. في منتصف السبعينيات، بدأت أنظمة الأحزمة الثلاثية النقاط مثل نظام كرايسلر «أحادي الحزام» (بالإنجليزية: Uni-Belt) تحل محل أحزمة الخصر والكتف المنفصلة في السيارات المصنعة في أمريكا. ذلك على الرغم من ظهورها لعدة سنوات في السيارات الأوروبية مثل فولفو، ومرسيدس، وساب قبل تلك الفترة.

### الحزام ثلاثي النقاط

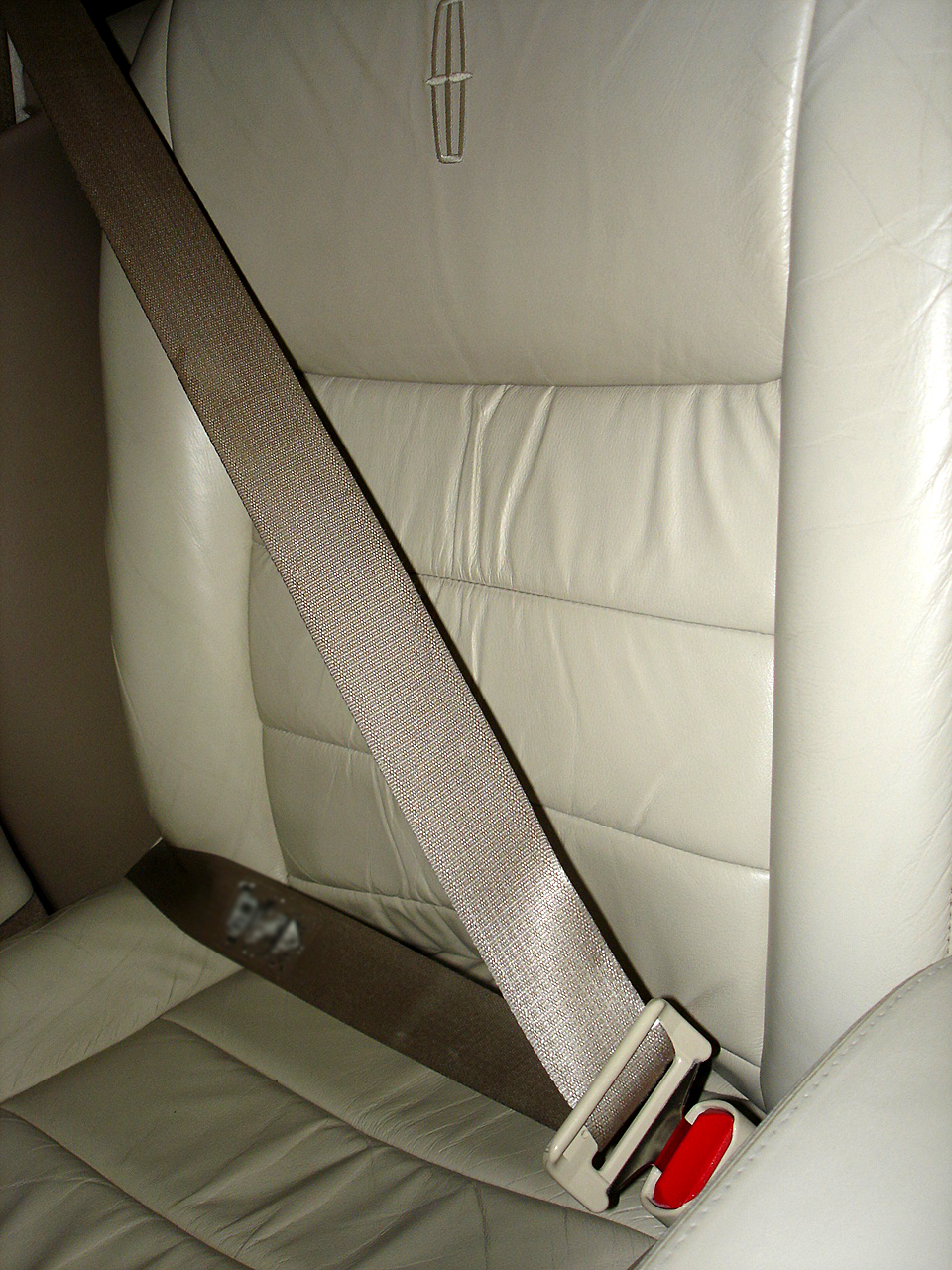
حزام أمان ثلاثي النقاط

الحزام الثلاثي النقاط هو الحزام الموجود في السيارات الحديثة، وهو حزام مفصل على شكل حرف Y في الأبجدية الإنجليزية بحيث يماثل في الشكل أحزمة الحجر والكتف المنفصلة، ولكنه يدمج الحزامين في حزام واحدحيث تتركز قوة رد الفعل في هذا التشكيل على ثلاث نقاط. يتشابه هذا التشكيل مع أحزمة الخصر والكتف المنفصلة في أنه يساعد على تشتيت طاقة الجسم المتحرك في حالة التصادم على الصدر، الحوض والأكتاف. قدمت فولفو أول إنتاج من الأحزمة ثلاثية النقاط عام 1959. وكانت أول سيارة تصدر بحزام ثلاثي النقاط هي فولفو بي في 544 حيث تم تسليمها إلى تاجر في كريستيانستاد في 13 أغسطس عام 1959. ومع ذلك، كان أول طراز للسيارات فيه خاصية حزام الأمان ثلاثي النقاط كبند قياسي في الطراز هي فولفو 122 لسنة 1959، وكانت قد تم تجهيزها في البداية بحزام أمان ذو نقطتين في الدفعة الأولي عام 1958، ثم تم استبدال حزام الأمان بحزام ثلاثي النقاط في العام التالي. تطوير فكرة «حزام أمان ثلاثي النقاط» يرجع إلي نيلز بوهلين الذي حيث كان يعمل في وقت سابق أيضاً في أبحاث حول مقاعد الطرد من المركبات في شركة ساب. ثم قامت فولفو بعد ذلك، من أجل صالح أمان الركاب، بجعل براءة اختراع وتصميم أحزمة الأمان الجديدة مفتوحة ومتاحة لشركات صناعة السيارات الأخرى مجاناً.

### حزام الأمان المدمج في المقعد
حزام الأمان المدمج في المقعد (بالإنجليزية: Built-in-Seat or BIS) هو حزام أمان ثلاثي النقاط ولكن حزام الكتف في هذا التشكيل يثبت في المقعد نفسه، وليس في هيكل السيارة.كانت أول سيارة تستخدم هذا النظام في الولايات المتحدة هي مرسيدس-بنز إس إل لعام 1990. أيضاً، بعض السيارات مثل رينو فيل ساتيس تستخدم هذا النظام للمقاعد الأمامية. وخلصت جنرال موتورز بعد تقييم أداء هذه الأحزمة إلي أن أحزمة الأمان ثلاثية النقاط والمركبة كوحدة واحدة مع المقعد توفر حماية أفضل خاصة للركاب الأصغر حجماً، على الرغم من أن جنرال موتورز لم تجد أي تحسن ملحوظ في أداء السلامة للمركبات المزودة بالأحزمة المدمجة في المقعد مقابل تلك المثبته في جسم السيارة.

### أحزمة أمان 4-، 5-، 6- نقاط

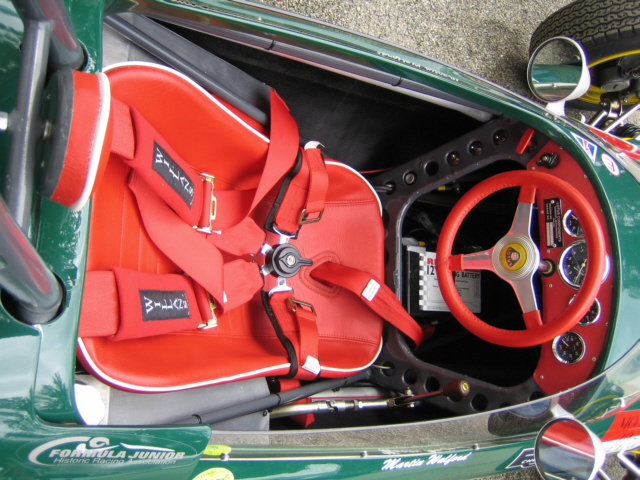
حزام أمان ذو خمس نقاط مستخدم في سيارة سباق

تستخدم الأحزمة أو السروج ذات الخمس نقاط عادة في مقاعد الأمان للأطفال وفي سباق السيارات. في هذا التشكيل يتم ربط الجزء خاص بحزام الخصر بحزام آخر يمر بين الساقين ويكون هناك أيضاً حزامين للكتفين، مما يجعل مجموع النقاط المثبته في المقعد هو خمس نقاط. الأحزمة أو السروج ذات الاربع نقاط تكون مشباهه لذلك ولكن بدون حزام بين الساقين، في حين أن الأحزمة أو السروج ذات الست نقاط تحتوي علي حزامين بين الساقين. في حالة حوادث انقلاب المركبات، يمكن أن تتسبب الأحزمة أو السروج من هذا النوع في شلل أو إصابات أخرى خطيرة عندما يتم تركيبها في مركبات غير مصممة لتناسب هذا النوع من أحزمة الأمان وأيضاً حيث لا تتوافر المتانة الكافية لمنع انهيار السقف أثناء انقلاب المركبة ولذلك هي تستخدم أساسا في سباق السيارات. بعد وفاة دايل إيرنهاردت في سباق ناسكار أصبحت لأحزمة الأمان ذات الست نقاط شعبية؛ حيث كان دايل يرتدي حزام ذا خمس نقاط عندما تعرض للحادث القاتل. في رد فعل علي هذا الحادث قامت بعض الفرق المتسابقة بطلب أحزمة أمان ذات ست نقاط حيث كان يعتقد في الماضي أن حزامه قد انقطع.

### أحزمة ذات 7 نقاط
الطائرات البهلوانية كثيرا ما تستخدم حزام أمان يتألف من تركيبة من حزام ذي خمس نقاط مضاف إليه حزام للخصر زائد عن الحاجة يثبت في جزء مختلف من هيكل الطائرة. في الوقت الذي توفر فيه هذه الأحزمة أمان فائض للمناورات المضادة للجاذبية (التي ترفع الطيار عن مقعد)، فإنها أيضا تتطلب من الطيار أن يفتح مشبكين للأمان إذا كان من الضروري القفز بمظلة من طائرة في حالة عطل.

## تاريخ أحزمة ب
عرض الحزام لأول مرة في السيارات الأمريكية عام 1947 م، وفي عام 1956 م وفرت شركة فورد الحزام في السيارات التي ستباع داخل أمريكا، وفي عام 1964 م أصبح الحزام صفة قياسية للسيارات الأمريكية. وفي عام 1966 م أصبح الحزام الخلفي قياسياً، وفي عام 1967 م أصبح الحزام الأمامي إلزامياً، وفي عام 1968 م أصبح حزام الكتف إلزامياً.

## التنبيه والاجراس والأضواء

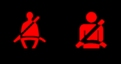
المنبه الضوئي

بعض السيارات الحديثة مثل آودي، وستروين. بي‌إم‌دبليو، فورد، هوندا، هيونداي، مرسيدس-بينز، تويوتا تظهر وميض كتذكير ضوئي وصوت تنبيه مستمر حتى يثبت السائق حزام الأمان.

## أول سيارة أدخل فيها حزام الأمان
فولفو هي شركة سويدية لتصنيع السيارات والسيارات الثقيلة تم إنشاؤها سنة 1927. تعتبر رائدة السلامة في السيارات تعتبر أول سيارة يتم ادخال حزام الامان بها، علماً بأن اسم «فولفو» تعني باللاتينية «أنا أتدحرج».

## وصلات خارجية
حزام امان سيارة  فيديو